# FJER
FJER er en dansk animationsfilm fra 2017, der er instrueret af Jeanette Nørgaard efter manuskript af hende selv og Camilla Hübbe.

## Handling
Filmen er et pilotafsnit på en urban fantasy webserie om den unge fuglekvinde Crane's frigørelse fra hersker, skaber og elsker Hawker. I en unik blanding af nordisk anime og elektronisk musik bringer filmen beskueren ind i et poetisk og freaky univers med fuglemennesker, forbudt sex og månemagi.

## Stemmer
- Jenny Rossander - Crane
- Jonas Bjerre - Hawker
- Danica Curcic - Blanchet
- Lars Halvorsen - Kakapo